# Галилей (Марс)
Вижте пояснителната страница за други значения на Галилей.
Галилей е ударен кратер на повърхността на Марс, с диаметър около 137.3 km. През 1973 г. е наречен на италианския учен Галилео Галилей (1564-1642)